# Royal Rumble (2011)
Royal Rumble (2011) – dwudziesta czwarta gala wrestlingu w chronologii cyklu Royal Rumble wyprodukowana przez federację WWE dla zawodników z brandów Raw i SmackDown. Odbyła się 30 stycznia 2011 w TD Garden w Bostonie w stanie Massachusetts.
Gala opierała się na Royal Rumble matchu, a zwycięzca tradycyjnie otrzymał walkę o mistrzostwo świata na tegorocznej WrestleManii. W przypadku gali w 2011 roku zwycięzca otrzymał wybór, o które mistrzostwo będzie walczył na WrestleManii XXVII. Zwycięzca mógł wybrać walkę o WWE Championship (brandu Raw) lub World Heavyweight Championship (brandu SmackDown). Było to ostatnie Royal Rumble zorganizowane w ramach pierwszego podziału na brandy, który zakończył się w sierpniu, ale został przywrócony w lipcu 2016 roku.
Na gali odbyły się cztery walki. Walką wieczoru był tytułowy Royal Rumble match, w którym wzięło udział 40 uczestników obu brandów zamiast zwyczajowych 30 — był to jak dotąd jedyny Royal Rumble match, w którym wzięło udział 40 uczestników. Zwyciężył Alberto Del Rio ze SmackDown, który jako ostatniego wyeliminował Santino Marellę z Raw. Główną walką brandu Raw była walka o WWE Championship pomiędzy panującym mistrzem The Mizem i Randym Ortonem, którą Miz wygrał, tym samym zachowując tytuł. Główną walką brandu SmackDown była walka pomiędzy Edge'em, a Dolphem Zigglerem o World Heavyweight Championship, które Edge wygrał i zachował tytuł. W karcie walka znalazł się również fatal four-way match o WWE Divas Championship, w którym Natalya broniła tytuł przeciwko Eve Torres, Layli i Michelle McCool; Torres wygrała i zdobyła mistrzostwo. Podczas walki wieczoru miały miejsce powroty Bookera T, który opuścił federację w 2007 roku, oraz Kevina Nasha, podczas swojego pierwszego występu w WWE od 2003 roku, który pojawił się pod postacią Diesela po raz pierwszy od Royal Rumble z 1996 roku.

## Produkcja

### Tło
Tradycją gali Royal Rumble jest zorganizowanie Royal Rumble matchu, w którym zwycięzca otrzyma szansę na walkę o WWE Championship (brandu Raw) lub World Heavyweight Championship (brandu SmackDown) na WrestleManii XXVII.
Royal Rumble to coroczna gala pay-per-view (PPV) produkowana co roku w styczniu przez World Wrestling Entertainment (WWE) od 1988 roku. Jest to jeden z najważniejszych pay-per-view w tej promocji, obok WrestleManii, SummerSlam i Survivor Series nazwana „Wielką Czwórką”. Nazwa pochodzi od Royal Rumble matchu, zmodyfikowanego battle royal, w którym uczestnicy wchodzą w określonych odstępach czasu, a nie wszyscy zaczynają na ringu w tym samym czasie. Wydarzenie z 2011 roku było 24. wydarzeniem w chronologii Royal Rumble i odbyło się 30 stycznia 2011 roku w TD Garden w Bostonie w stanie Massachusetts. Wystąpili w nim zapaśnicy z dywizji Raw i SmackDown

### Rywalizacje
Royal Rumble oferowało walki profesjonalnego wrestlingu z udziałem wrestlerów należących do brandów Raw, SmackDown i ECW. Wyreżyserowane rywalizacje (storyline’y) były kreowane podczas cotygodniowych gal Raw, SmackDown i ECW. Wrestlerzy są przedstawieni jako heele (negatywni, źli zawodnicy i najczęściej wrogowie publiki) i face’owie (pozytywni, dobrzy i najczęściej ulubieńcy publiki), którzy rywalizują pomiędzy sobą w seriach walk mających budować napięcie. Kulminacją rywalizacji jest walka wrestlerska lub ich seria.

## Wyniki walk
| Nr                                                                                    | Wyniki                                                                   | Stypulacje                                                                                         | Czas    |
| ------------------------------------------------------------------------------------- | ------------------------------------------------------------------------ | -------------------------------------------------------------------------------------------------- | ------- |
| 1D                                                                                    | R-Truth pokonał Curta Hawkinsa                                           | Singles match                                                                                      | —       |
| 2                                                                                     | Edge (c) pokonał Dolpha Zigglera (z Vickie Guerrero) poprzez pinfall     | Singles match o World Heavyweight Championship                                                     | 20:45   |
| 3                                                                                     | The Miz (c) (z Alexem Riley) pokonał Randy'ego Ortona poprzez pinfall    | Singles match o WWE Championship                                                                   | 19:50   |
| 4                                                                                     | Eve Torres pokonała Natalyę (c), Laylę i Michelle McCool poprzez pinfall | Singles match o WWE Divas Championship                                                             | 5:12    |
| 5                                                                                     | Alberto Del Rio wygrał jako ostatniego eliminując Santino Marellę        | 40-osobowy męski Royal Rumble match o miano pretendenta do światowego tytułu na WrestleManii XXVII | 1:09:51 |
| (c) – mistrz/mistrzyni przed walkąD – walka była dark matchem (nietransmitowana w TV) |                                                                          | |         |

### Wejścia i eliminacje w męskim Royal Rumble matchu
– członek brandu Raw
    – członek brandu SmackDown
    – wolny agent
    – zwycięzca
| Nr wejściowy | Wrestler             | Brand       | Nr eliminacji | Wyeliminowany przez                                                    | Czas  | Eliminacje |
| ------------ | -------------------- | ----------- | ------------- | ---------------------------------------------------------------------- | ----- | ---------- |
| 1            | CM Punk              | Raw         | 21            | Johna Cenę                                                             | 35:21 | 7          |
| 2            | Daniel Bryan         | Raw         | 8             | CM Punka                                                               | 20:55 | 2          |
| 3            | Justin Gabriel       | SmackDown   | 1             | Daniela Bryana                                                         | 00:58 | 0          |
| 4            | Zack Ryder           | Raw         | 2             | Daniela Bryana                                                         | 00:43 | 0          |
| 5            | William Regal        | Raw         | 3             | Teda DiBiase                                                           | 04:10 | 0          |
| 6            | Ted DiBiase          | Raw         | 7             | Husky'ego Harrisa i Michaela McGillicutty'ego                          | 12:16 | 1          |
| 7            | John Morrison        | Raw         | 10            | CM Punka, Davida Otungę, Husky'ego Harrisa i Michaela McGillicutty'ego | 13:24 | 0          |
| 8            | Yoshi Tatsu          | Raw         | 5             | Marka Henry'ego                                                        | 05:35 | 0          |
| 9            | Husky Harris         | Raw         | 15            | The Great Khaliego                                                     | 15:48 | 3          |
| 10           | Chavo Guerrero       | SmackDown   | 4             | Marka Henry'ego                                                        | 02:01 | 0          |
| 11           | Mark Henry           | Raw         | 11            | CM Punka, Davida Otungę, Husky'ego Harrisa i Michaela McGillicutty'ego | 07:04 | 2          |
| 12           | JTG                  | SmackDown   | 6             | Michaela McGillicutty'ego                                              | 01:48 | 0          |
| 13           | Michael McGillicutty | Raw         | 20            | John Cena                                                              | 15:07 | 4          |
| 14           | Chris Masters        | SmackDown   | 9             | CM Punka                                                               | 01:58 | 0          |
| 15           | David Otunga         | Raw         | 19            | Johna Cenę                                                             | 11:56 | 2          |
| 16           | Tyler Reks           | SmackDown   | 12            | CM Punka                                                               | 00:34 | 0          |
| 17           | Vladimir Kozlov      | Raw         | 13            | CM Punka                                                               | 00:40 | 0          |
| 18           | R-Truth              | Raw         | 14            | CM Punka                                                               | 01:02 | 0          |
| 19           | The Great Khali      | Raw         | 16            | Masona Ryana                                                           | 01:17 | 1          |
| 20           | Mason Ryan           | Raw         | 18            | Johna Cenę                                                             | 04:32 | 2          |
| 21           | Booker T             | Wolny agent | 17            | Masona Ryana                                                           | 01:08 | 0          |
| 22           | John Cena            | Raw         | 36            | The Miza1                                                              | 34:17 | 7          |
| 23           | Hornswoggle          | SmackDown   | 24            | King Sheamusa                                                          | 09:39 | 0          |
| 24           | Tyson Kidd           | Raw         | 22            | Johna Cenę                                                             | 00:53 | 0          |
| 25           | Heath Slater         | SmackDown   | 23            | Johna Cenę                                                             | 00:57 | 0          |
| 26           | Kofi Kingston        | SmackDown   | 31            | Randy'ego Ortona                                                       | 26:04 | 1          |
| 27           | Jack Swagger         | SmackDown   | 25            | Rey Mysterio                                                           | 04:41 | 0          |
| 28           | King Sheamus         | Raw         | 32            | Randy'ego Ortona                                                       | 19:49 | 1          |
| 29           | Rey Mysterio         | SmackDown   | 35            | Wade'a Barretta                                                        | 20:34 | 2          |
| 30           | Wade Barrett         | SmackDown   | 37            | Randy'ego Ortona                                                       | 21:23 | 2          |
| 31           | Dolph Ziggler        | SmackDown   | 27            | Big Showa                                                              | 07:12 | 0          |
| 32           | Diesel               | Wolny agent | 26            | Wade'a Barretta                                                        | 02:45 | 0          |
| 33           | Drew McIntyre        | SmackDown   | 29            | Big Showa                                                              | 04:46 | 0          |
| 34           | Alex Riley           | Raw         | 28            | Johna Cenę i Kofiego Kingstona                                         | 02:50 | 0          |
| 35           | Big Show             | SmackDown   | 30            | Ezekiela Jacksona                                                      | 01:30 | 2          |
| 36           | Ezekiel Jackson      | SmackDown   | 33            | Kane'a                                                                 | 07:14 | 1          |
| 37           | Santino Marella      | Raw         | 39            | Alberto Del Rio                                                        | 12:54 | 0          |
| 38           | Alberto Del Rio      | SmackDown   | —             | Zwycięzca                                                              | 09:33 | 2          |
| 39           | Randy Orton          | Raw         | 38            | Alberto Del Rio                                                        | 08:18 | 3          |
| 40           | Kane                 | SmackDown   | 34            | Reya Mysterio                                                          | 01:36 | 1          |

- 1 – The Miz nie był uczestnikiem Royal Rumble matchu.